# Adestramento (hipismo)

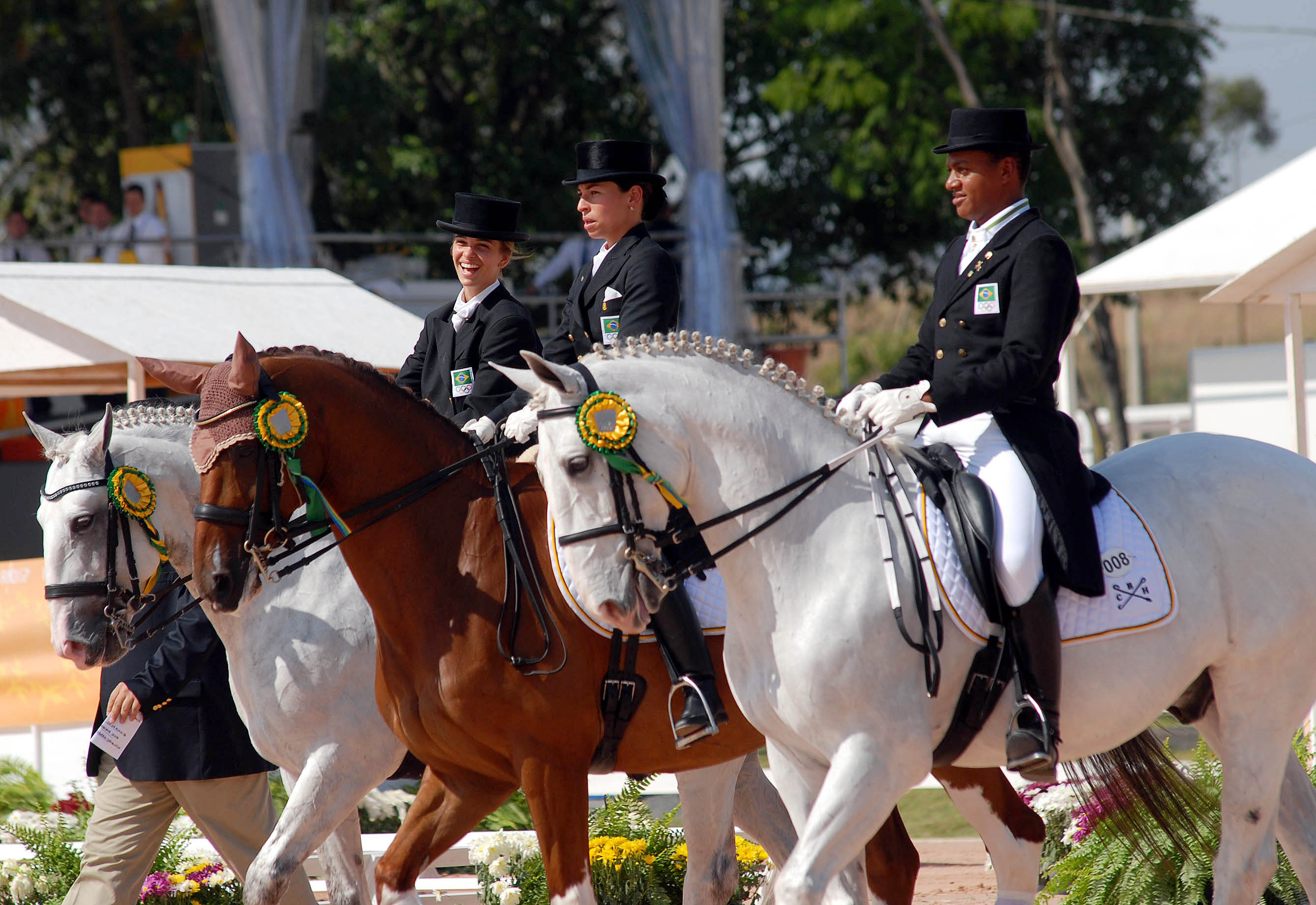
Atletas brasileiros durante uma prova de adestramento nos Jogos Pan-americanos de 2007.

O adestramento (português brasileiro) ou ensino (português europeu) (em francês, dressage, derivada do verbo dresser, que significa "treinar"), também chamado "Ensino de competição",  é uma das três modalidades equestres olímpicas, regulada pela Federação Equestre Internacional (FEI). O objetivo geral da dressage é auxiliar o cavalo a desenvolver, através de diversos exercícios, a capacidade de executar todos os seus movimentos naturais, tornando-o um animal flexível, calmo, atento ao cavaleiro e, portanto, agradável de se montar.
Partindo deste princípio, em tese todo cavalo de sela deveria receber tal treinamento, mesmo em nível básico. Os cavalos destinados à competição necessitam, porém, de treinamento avançado, que é realizado em escolas, do iniciante ao Grand Prix (Grande Prêmio). 
Animais que atingem tal nível de treinamento devem dar a impressão de "flutuar" pela pista sem o auxílio do seu cavaleiro, com os movimentos mais complexos realizados sem esforço aparente. Por isso, a modalidade é muitas vezes conhecida como "Ballet Equino".
As origens da dressage se encontram nos escritos de Xenofonte, da Grécia Antiga, que pregava o treinamento dos cavalos sem violência e seguindo sua movimentação natural. Não se sabe se os célebres cavaleiros da Idade Média seguiam seus métodos, embora isso seja provável - as evidências de manuscritos onde há instruções detalhadas para o combate montado sugerem uma movimentação de caráter fluido e natural.
Durante o Renascimento europeu, os princípios gregos de Xenofonte foram revividos e a Equitação Clássica se tornou um dos principais passatempos dos reis e nobres. Estes passaram, então, a criar cavalos que possuíssem maior facilidade de executar os movimentos deles exigidos e desenvolver embocaduras e selas mais adequadas à modalidade. Até hoje, os cavalos da Escola Espanhola de Equitação de Viena, Escola Nacional de Equitação de Saumur, na França e a Escola Portuguesa de Arte Equestre, considerada igual que a escola de Viena as escolas mais tradicionais ou clássicas na pratica a nível mundial, são treinados de acordo com tais ensinamentos e apresentados com equipamentos idênticos aos da época.